# Diadromus collaris
Diadromus collaris là một loài tò vò trong họ Ichneumonidae.